# Region graniczny Peszawar
Region graniczny Peszawar (paszto: ېښور سرحدي سيمه, Peshawar) – region graniczny w zachodnim Pakistanie na obszarze Terytoriów Plemiennych Administrowanych Federalnie. W 1998 roku liczył 53 841 mieszkańców.